# Anse Mire
Pour les articles homonymes, voir Mire.
Anse Mire est une baie des Saintes à Terre-de-Haut en Guadeloupe.

## Géographie
Située entre l'anse du Bourg et la pointe Coquelet, la baie offre un espace balnéaire. Un hôtel-restaurant occupe le site de la pointe Coquelet.

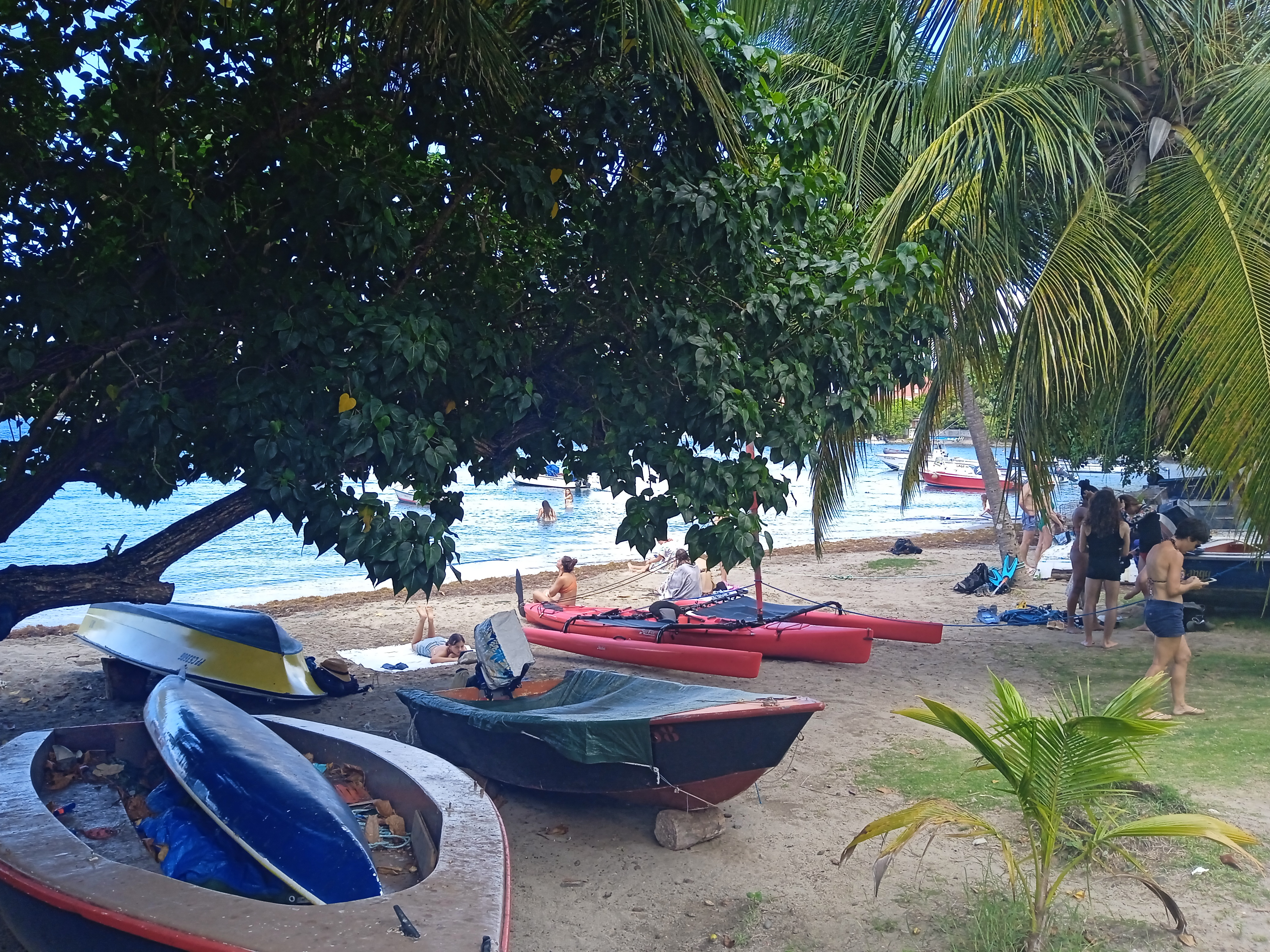
Anse Mire.
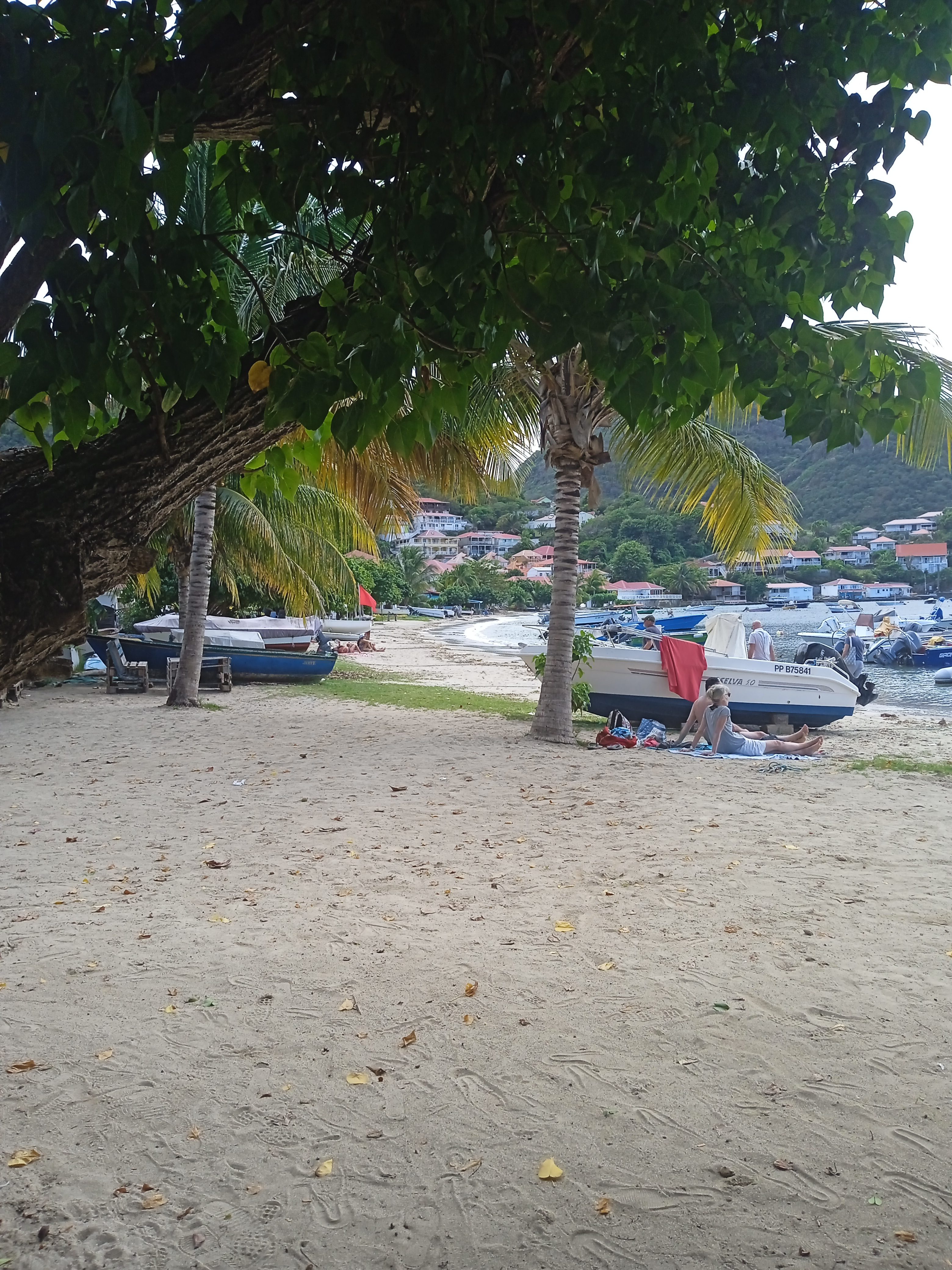
Plages de Anse Mire et Anse du Bourg.